# جو هادپول
جو هادپول (به انگلیسی: Joe Hudepohl) (زادهٔ ۱۶ نوامبر ۱۹۷۳) شناگر اهل ایالات متحده آمریکا است.